# غريغ ليتل (لاعب كرة قدم أمريكية)
غريغ ليتل (بالإنجليزية: Greg Little)‏ هو لاعب كرة قدم أمريكية أمريكي، ولد في 4 نوفمبر 1997 في ألين في الولايات المتحدة.

## وصلات خارجية
- غريغ ليتل على موقع مرجع كرة القدم المحترفة.كوم (الإنجليزية)